# 克莱芒·诺埃尔
克莱芒·诺埃尔（法語：Clément Noël，1997年5月3日—），法国男子高山滑雪运动员。他曾代表法国参加2018年和2022年冬季奥林匹克运动会高山滑雪比赛，获得一枚金牌。